# Game Award du jeu de l'année
Le Game Award du jeu de l'année est une récompense décernée chaque année lors des Game Awards. Il est décerné à un jeu vidéo jugé comme offrant la meilleure expérience dans les domaines créatifs et techniques, ce qui lui vaut le titre de « jeu vidéo de l'année ». Le prix est traditionnellement accepté par les directeurs du jeu ou les dirigeants des studios. La sélection des six jeux nommés commencent avec des publications et sites web de jeux vidéo à travers le monde qui nomment les jeux qu'ils considèrent comme les meilleurs de l'année. Une fois l'annonce au grand public effectuée, ce dernier peut alors voter pour un des six jeux ayant récoltés le plus de votes de la part du jury. Les votes du public comptent alors pour 10% des résultats totaux, et le jury pèse pour 90% des résultats.
Depuis sa création, en 2014, le prix a été décerné à dix jeux vidéo. À date de 2022, les éditeurs Electronic Arts et Sony Interactive Entertainment ont remporté le prix à deux reprises, ce dernier étant nommé onze fois, tandis que FromSoftware est le seul développeur à avoir remporté plus d'une victoire, avec les jeux Sekiro: Shadows Die Twice (2019) et Elden Ring (2022). Bethesda Softworks est l'entreprise la plus nommée sans victoire sur quatre participations. Le gagnant le plus récent est Astro Bot, développé par Team Asobi

## Processus et historique

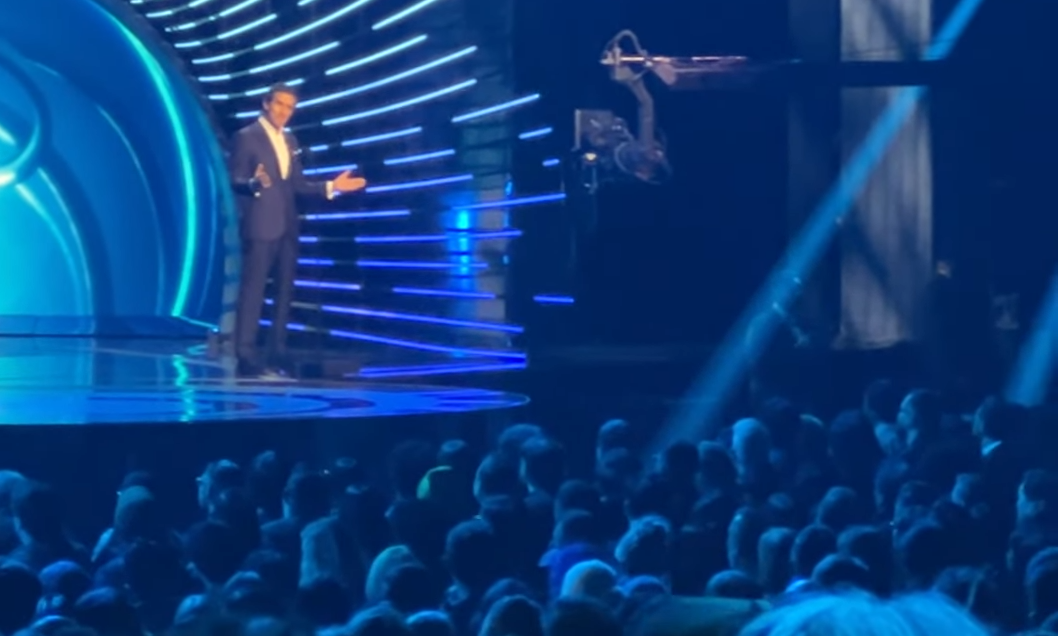
Josef Fares, réalisateur du gagnant de 2021, It Takes Two, a présenté le jeu de l'année 2022.

Les Game Awards disposent d'un jury de vote composé de plus de cent médias vidéoludiques et d'influence[Quoi ?], qui sont spécifiquement sélectionnés pour leur travail d'évaluation critique de jeux vidéo.
Pour la cérémonie de 2023, la France comporte six jurés : Gameblog, Jeux vidéo Magazine, Jeuxvideo.com, Julien Chièze, Breakflip et Actualités Jeux vidéo. Le Canada, quant à lui, dispose de quatre membres dans le jury avec CBC/Radio-Canada, CG Magazine, Le Journal de Montréal et Screen Rant.
Chaque juré répond à un scrutin non classé répertoriant ses cinq meilleurs choix ; les jeux avec le plus d'apparitions sur les bulletins de vote sont sélectionnés comme nommés. Les gagnants sont déterminés entre le jury (90%) et le vote du public (10%). Le vote du public a lieu via le site officiel et les plateformes de réseaux sociaux ; en 2022, les Game Awards se sont associés à Discord pour le vote sur les réseaux sociaux, bien que les cérémonies précédentes aient utilisé des plateformes comme Facebook et Twitter. 
Tout jeu sorti postérieurement à la cérémonie, dans l'année écoulée, est éligible pour une récompense. En conséquence, tout jeu sorti après la date limite est éligible à la cérémonie de l'année suivante, comme les nominations pour Super Smash Bros. Ultimate de décembre 2018 aux Game Awards 2019 ; de même, les jeux sortis entre la date limite du scrutin début novembre et la date limite entre la mi-novembre et la fin novembre sont souvent négligés, comme Star Wars Jedi: Fallen Order en 2019 et 2020  ainsi que Demon's Souls et Marvel's Spider-Man: Miles Morales en 2020. Les jeux à accès anticipé disponibles avant la date limite sont également éligibles, tout comme les jeux de service en direct, quelle que soit leur année de publication : Among Us, sorti en 2018, a reçu plusieurs nominations en 2020.
Le Game Award du jeu de l’année est présenté comme le prix final de la cérémonie et est largement considéré comme sa distinction la plus prestigieuse. Le prix est aussi précédé par un orchestre rendant hommage aux six nommés en jouant une partie de leur morceau principal. La catégorie est passée de cinq à six candidats en 2018. Le prix est traditionnellement accepté par le réalisateur de jeu gagnant ou un cadre du studio ; le premier prix en 2014 a été accepté par le producteur exécutif de Dragon Age: Inquisition, Mark Darrah, et la directrice générale de BioWare, Aaryn Flynn. L'animateur et producteur des Game Awards, Geoff Keighley, a remis le prix pour les quatre premières cérémonies. Parmi les autres présentateurs figurent des directeurs d'anciens lauréats, tels que Jeff Kaplan, directeur principal de Overwatch en 2016, Neil Druckmann, directeur créatif de The Last of Us Part II (lauréat de 2020) en 2021, et  Josef Fares réalisateur de It Takes Two (lauréat de 2021) en 2022. – et des invités renommés comme Vin Diesel et Michelle Rodriguez en 2019 ainsi que Christopher Nolan en 2020.

## Liste des gagnants et nominations
Pour chaque édition, les gagnants sont répertoriés en premier et en gras.
| Année | Jeu                                       | Développeur                          | Éditeur                                | Ref.   |
| ----- | ----------------------------------------- | ------------------------------------ | -------------------------------------- | ------ |
| 2014  | Dragon Age: Inquisition                   | BioWare                              | Electronic Arts                        | ,      |
| 2014  | Bayonetta 2                               | PlatinumGames                        | Nintendo                               | ,      |
| 2014  | Dark Souls II                             | FromSoftware                         | Bandai Namco Games                     | ,      |
| 2014  | Hearthstone                               | Blizzard Entertainment               | Blizzard Entertainment                 | ,      |
| 2014  | La Terre du Milieu : L'Ombre du Mordor    | Monolith Productions                 | Warner Bros. Interactive Entertainment | ,      |
| 2015  | The Witcher 3: Wild Hunt                  | CD Projekt Red                       | CD Projekt                             | ,      |
| 2015  | Bloodborne                                | FromSoftware                         | Sony Computer Entertainment            | ,      |
| 2015  | Fallout 4                                 | Bethesda Game Studios                | Bethesda Softworks                     | ,      |
| 2015  | Metal Gear Solid V: The Phantom Pain      | Kojima Productions                   | Konami                                 | ,      |
| 2015  | Super Mario Maker                         | Nintendo EAD                         | Nintendo                               | ,      |
| 2016  | Overwatch                                 | Blizzard Entertainment               | Blizzard Entertainment                 | ,      |
| 2016  | Doom                                      | id Software                          | Bethesda Softworks                     | ,      |
| 2016  | Inside                                    | Playdead                             | Playdead                               | ,      |
| 2016  | Titanfall 2                               | Respawn Entertainment                | Electronic Arts                        | ,      |
| 2016  | Uncharted 4: A Thief's End                | Naughty Dog                          | Sony Computer Entertainment            | ,      |
| 2017  | The Legend of Zelda: Breath of the Wild   | Nintendo EPD                         | Nintendo                               | ,      |
| 2017  | Horizon Zero Dawn                         | Guerrilla Games                      | Sony Interactive Entertainment         | ,      |
| 2017  | Persona 5                                 | P Studio                             | Atlus                                  | ,      |
| 2017  | PlayerUnknown's Battlegrounds             | PUBG Corporation                     | PUBG Corporation                       | ,      |
| 2017  | Super Mario Odyssey                       | Nintendo EPD                         | Nintendo                               | ,      |
| 2018  | God of War                                | Santa Monica Studio                  | Sony Interactive Entertainment         | ,      |
| 2018  | Assassin's Creed Odyssey                  | Ubisoft Québec                       | Ubisoft                                | ,      |
| 2018  | Celeste                                   | Maddy Makes Games                    | Maddy Makes Games                      | ,      |
| 2018  | Marvel's Spider-Man                       | Insomniac Games                      | Sony Interactive Entertainment         | ,      |
| 2018  | Monster Hunter: World                     | Capcom                               | Capcom                                 | ,      |
| 2018  | Red Dead Redemption 2                     | Rockstar Games                       | Rockstar Games                         | ,      |
| 2019  | Sekiro: Shadows Die Twice                 | FromSoftware                         | Activision                             | ,      |
| 2019  | Control                                   | Remedy Entertainment                 | 505 Games                              | ,      |
| 2019  | Death Stranding                           | Kojima Productions                   | Sony Interactive Entertainment         | ,      |
| 2019  | Resident Evil 2                           | Capcom                               | Capcom                                 | ,      |
| 2019  | Super Smash Bros. Ultimate                | Bandai Namco Studios                 | Nintendo                               | ,      |
| 2019  | Super Smash Bros. Ultimate                | Sora Ltd.                            | Nintendo                               | ,      |
| 2019  | The Outer Worlds                          | Obsidian Entertainment               | Private Division                       | ,      |
| 2020  | The Last of Us Part II                    | Naughty Dog                          | Sony Interactive Entertainment         | ,      |
| 2020  | Animal Crossing: New Horizons             | Nintendo EPD                         | Nintendo                               | ,      |
| 2020  | Doom Eternal                              | id Software                          | Bethesda Softworks                     | ,      |
| 2020  | Final Fantasy VII Remake                  | Square Enix Business Division 1      | Square Enix                            | ,      |
| 2020  | Ghost of Tsushima                         | Sucker Punch Productions             | Sony Interactive Entertainment         | ,      |
| 2020  | Hades                                     | Supergiant Games                     | Supergiant Games                       | ,      |
| 2021  | It Takes Two                              | Hazelight Studios                    | Electronic Arts                        | ,      |
| 2021  | Deathloop                                 | Arkane Studios                       | Bethesda Softworks                     | ,      |
| 2021  | Metroid Dread                             | MercurySteam                         | Nintendo                               | ,      |
| 2021  | Psychonauts 2                             | Double Fine                          | Xbox Game Studios                      | ,      |
| 2021  | Ratchet and Clank: Rift Apart             | Insomniac Games                      | Sony Interactive Entertainment         | ,      |
| 2021  | Resident Evil Village                     | Capcom                               | Capcom                                 | ,      |
| 2022  | Elden Ring                                | FromSoftware                         | Bandai Namco Entertainment             | ,      |
| 2022  | A Plague Tale: Requiem                    | Asobo Studio                         | Focus Entertainment                    | ,      |
| 2022  | God of War Ragnarök                       | Santa Monica Studio                  | Sony Interactive Entertainment         | ,      |
| 2022  | Horizon Forbidden West                    | Guerrilla Games                      | Sony Interactive Entertainment         | ,      |
| 2022  | Stray                                     | BlueTwelve Studio (en)               | Annapurna Interactive                  | ,      |
| 2022  | Xenoblade Chronicles 3                    | Monolith Soft                        | Nintendo                               | ,      |
| 2023  | Baldur's Gate III                         | Larian Studios                       | Larian Studios                         | [ 26 ] |
| 2023  | Alan Wake 2                               | Remedy Entertainment                 | Epic Games Publishing                  | [ 26 ] |
| 2023  | The Legend of Zelda: Tears of the Kingdom | Nintendo EPD                         | Nintendo                               | [ 26 ] |
| 2023  | Marvel's Spider-Man 2                     | Insomniac Games                      | Sony Interactive Entertainment         | [ 26 ] |
| 2023  | Resident Evil 4                           | Capcom                               | Capcom                                 | [ 26 ] |
| 2023  | Super Mario Bros. Wonder                  | Nintendo EPD                         | Nintendo                               | [ 26 ] |
| 2024  | Astro Bot                                 | Team Asobi                           | Sony Interactive Entertainment         | ,      |
| 2024  | Balatro                                   | LocalThunk                           | Playstack                              | ,      |
| 2024  | Black Myth: Wukong                        | Game Science                         | Game Science                           | ,      |
| 2024  | Elden Ring: Shadow of the Erdtree         | FromSoftware                         | Bandai Namco Entertainment             | ,      |
| 2024  | Final Fantasy VII Rebirth                 | Square Enix Creative Business Unit I | Square Enix                            | ,      |
| 2024  | Metaphor: ReFantazio                      | Studio Zero                          | Atlus / Sega                           | ,      |